# Consell Escolar Municipal de Barcelona
El Consell Escolar Municipal de Barcelona, és l'òrgan de participació ciutadana en l'àmbit de l'educació i representa la comunitat educativa de la ciutat de Barcelona.
El CEMB té una funció assessora i pot elevar informes i propostes a les institucions educatives i al municipi. El CEMB és també consultat per l'Administració educativa de la Generalitat de Catalunya, pel Consorci d'Educació i per l'Ajuntament de Barcelona.
Atesa la singularitat del municipi, el CEMB ha d'actuar des de les tres vessants que li corresponen:
1. en tant que municipal –en matèria de política municipal tant general com específica d'educació-,
2. com a territorial- atès que es dota de les funcions i competències que estan establertes respecte els consells escolars territorials, singularment la programació relativa a la creació i distribució dels centres, les normes sobre construccions i equipaments escolars i els serveis educatius i altres prestacions relacionades amb ensenyament
3. - i com a òrgan de consulta i participació del Consorci d'Educació de Barcelona -atès que actua en les matèries que són pròpies del Consorci.

Els presidents o presidentes dels deu Consells Escolars Municipals de Districte –CEMD- són membres del Consell Escolar Municipal de Barcelona. Aquest és un aspecte rellevant d'acord amb l'organització territorial de Barcelona que té les competències descentralitzades en els districtes, atès que aporta al CEMB la presència plural del territori que és un element essencial per tenir una visió de conjunt de la ciutat.
El CEMB és la representació institucional de la xarxa participativa de la comunitat educativa no universitària present a la ciutat de Barcelona i alhora organisme de participació.
- Ajuntament de Barcelona. Consell Escolar Municipal